# Сдот-Дан
Сдот-Дан (ивр. שדות דן‎; ранее Эмек-Лод ивр. עמק לוד‎) — региональный совет в Центральном округе Израиля, основанный в 1952 году.
В состав регионального совета входит 9 поселений: 1 религиозная деревня, 8 мошавов. Главой регионального совета с 2014 года является Давид Эфрах.

## История
Региональный совет Сдот-Дан был создан в 1952 году и состоял первоначально из десяти поселений. После того, как поселок Азор получил статус местного совета, в региональном совете Сдот-Дан осталось только 9 посёлков. Изначально офис регионального совета размещался в маленькой комнате в мошаве Хемед. Но уже через два года офис был переведён в поселение Кфар-Хабад, где и находится сейчас.
Прошлое название регионального совета (Эмек-Лод) связано с его географическим расположением в долине Лод.

## Население
По статистическим данным Центрального статистического бюро Израиля население регионального совета на 2024 год составляет 16 000 человек.

## Границы совета
Региональный совет Сдот-Дан ограничен следующими административными единицами:
- С севера: Ор-Йехуда и Аэропорт имени Бен-Гуриона
- С востока: Лод и региональный совет Хевель-Модиин
- С юга: Беэр-Яаков и Рамла
- С запада: Ришон-ле-Цион и Бейт-Даган

## Главы совета
- Исраэль Мишур (1952—1957)
- Авраам Фишер (1957—1958)
- Давид Дойдовиц(1959—1989)
- Менаше Моше (1990—2013)
- Давид Эфрах (с 2014)